# Famous Last Words
«Famous Last Words» — второй сингл рок-группы My Chemical Romance из альбома The Black Parade. На съёмках клипа к этой песне вокалист Джерард Уэй порвал связки на ноге, а ударник Боб Брайар получил ожоги третьей степени.

## Музыкальное видео
Официальное видео Famous Last Words было снято Сэмюэлем Байером. Клип является логическим продолжением клипа на песню «Welcome to the Black Parade». Декорации Black Parade значительно повреждены и горят. Все последователи Black Parade покинули группу, музыканты в отчаянии. Джерард Уэй выглядит особенно удручающе, на его лице макияж, подобый макияжу пациента из «Welcome to the Black Parade». Его глаза широко раскрыты, он выглядит обезумевшим. В некоторых кадрах клипа на его лице маска-череп. Окружающая группу обстановка постепенно ухудшается, становится больше грязи, песка, огня.
Хотя видео стало более эффектным, чем предыдущее, поклонниками оно было расценено, как самое темное видео, созданное группой. В интервью, посвящённым клипу, Джерард Уэй говорил, что песня и видео были созданы „в самый темный период в карьере группы“ (англ. the darkest period in this band's career).
Во время съемок барабанщик Боб Брайар повредил ногу, получив ожоги второй и третьей степени, но все же остался и участвовал в съемках до конца (позже это привело к гангрене). Джерард получил разрыв связок голени и стопы из-за Фрэнка Айеро, налетевшего на него, когда тот стоял на коленях. После этого Уэй несколько дней находился в больнице. Джерард вспоминает, что во время съемок они были подавлены из-за окружающего их огня. После выписки из больницы врачи запретили музыкантам выступать в Сан-Диего, где планировался концерт.
Премьера видео в США состоялась на Total Request Live 11 января 2007 года. Американская версия видео отличается от британской только тем, что в ней полностью вырезан эпизод с ожогом Брайара. Эта версия стала транслироваться на британском телевидении или, по крайней мере, на музыкальных каналах Scuzz ТВ и Kerrang! TV. Видео также было просмотрено более 115 миллионов раз на YouTube. По состоянию на 19 января она является четвёртым самым популярным клипом в разделе «Музыка» (за такое видео «Girlfriend» от Аврил Лавин и видео MCR «Teenagers»), и 7-м самым популярным клипом на сайте.

## Обзор
Песня была использована для нового сезона коммерческого HBO и была в загружаемом пакете треков для версии Xbox 360 Guitar Hero II наряду с «Teenagers» и «This Is How I Disappear». Музыкальное видео «Welcome to the Black Parade» и «Famous Last Words» были сняты друг за другом. Оба они были сняты в Дауни, Калифорния. Первоначально MCR называли второе видео из альбома тайной и говорили, что они не могут раскрыть её. Позже было объявлено, что «тайное» второе видео с нового альбома MCR «The Black Parade» будет «Famous Last Words», режиссёр Сэмюэл Байер, работавший до этого с «Welcome to the Black Parade». Пока снимали видео, группа ещё не могла принять решение о названии песни.

## Список композиций
| №  | Название                                | Длительность |
| -- | --------------------------------------- | ------------ |
| 1. | «Famous Last Words» (album version)     | 4:59         |
| 2. | «Famous Last Words» (alternate version) | 4:18         |

Version 2 (CD and 7" vinyl)
| №  | Название                     | Длительность |
| -- | ---------------------------- | ------------ |
| 1. | «Famous Last Words»          | 4:18         |
| 2. | «My Way Home Is Through You» | 2:58         |

Version 3 (7" vinyl)
| №  | Название                | Длительность |
| -- | ----------------------- | ------------ |
| 1. | «Famous Last Words»     | 4:18         |
| 2. | «Kill All Your Friends» | 4:31         |

Version 4 (CD)
| №  | Название                     | Длительность |
| -- | ---------------------------- | ------------ |
| 1. | «Famous Last Words»          | 4:18         |
| 2. | «My Way Home Is Through You» | 2:58         |
| 3. | «Kill All Your Friends»      | 4:31         |

Version 5 (digital download)
| №  | Название                     | Длительность |
| -- | ---------------------------- | ------------ |
| 1. | «Famous Last Words» (live)   | 4:53         |
| 2. | «My Way Home Is Through You» | 2:58         |
| 3. | «Kill All Your Friends»      | 4:31         |

## Чарты
| Chart                               | Peak position |
| ----------------------------------- | ------------- |
| ARIA Singles Chart                  | 20            |
| ARIA Physical Singles Chart         | 18            |
| Austrian Singles Chart              | 57            |
| Canadian Singles Chart              | 52            |
| Czech Singles Chart                 | 84            |
| European Hot 100                    | 30            |
| German Singles Chart                | 68            |
| Irish Singles Chart                 | 30            |
| RIANZ Singles Chart                 | 6             |
| Norway Singles Top 20               | 11            |
| Sweden Singles Chart                | 37            |
| UK Singles Chart                    | 8             |
| UK Rock Chart                       | 1             |
| UK Physical Singles Chart           | 1             |
| US Billboard Hot 100                | 88            |
| US Billboard Pop 100                | 87            |
| US Billboard Mainstream Rock Tracks | 23            |
| US Billboard Modern Rock Tracks     | 4             |
| US Billboard Hot Videoclip Tracks   | 22            |